# U-479
| U-479                      | U-479                                                          | U-479                                                          |
| -------------------------- | -------------------------------------------------------------- | -------------------------------------------------------------- |
|                            |                                                                |                                                                |
|                            |                                                                |                                                                |
|                            |                                                                |                                                                |
| Під прапором               | Третій рейх                                                    | Третій рейх                                                    |
| Спуск на воду              | 14 серпня 1943 року                                            | 14 серпня 1943 року                                            |
| Виведений зі складу флоту  | 27 листопада 1944 року                                         | 27 листопада 1944 року                                         |
| Сучасний статус            | затоплений                                                     | затоплений                                                     |
| Проєкт                     |                                                                |                                                                |
| Тип ПЧ                     | Торпедний ДПЧ                                                  | Торпедний ДПЧ                                                  |
| Основні характеристики     |                                                                |                                                                |
| Швидкість (надводна)       | 17,7 вузлів                                                    | 17,7 вузлів                                                    |
| Швидкість (підводна)       | 7,6 вузлів                                                     | 7,6 вузлів                                                     |
| Робоча глибина занурення   | 100 м                                                          | 100 м                                                          |
| Гранична глибина занурення | 220 м                                                          | 220 м                                                          |
| Екіпаж                     | 44 осіб                                                        | 44 осіб                                                        |
| Розміри                    |                                                                |                                                                |
| Довжина найбільша (по КВЛ) | 67,1 м                                                         | 67,1 м                                                         |
| Ширина корпусу найб.       | 6,2 м                                                          | 6,2 м                                                          |
| Висота                     | 9,6 м                                                          | 9,6 м                                                          |
| Середня осадка (по КВЛ)    | 4,70 м                                                         | 4,70 м                                                         |
| Водотоннажність надводна   | 769 т                                                          | 769 т                                                          |
| Озброєння                  |                                                                |                                                                |
| Артилерія                  | одна палубна гармата калібру 88-мм, одна 20-мм зенітна гармата | одна палубна гармата калібру 88-мм, одна 20-мм зенітна гармата |
| Торпедно- мінне озброєння  | 4 носових і один кормовий ТА. 14 торпед або 26 мін             | 4 носових і один кормовий ТА. 14 торпед або 26 мін             |

U-479 — німецький підводний човен типу VIIC, часів Другої світової війни.
Замовлення на будівництво човна було віддане 10 квітня 1941 року. Човен був закладений на верфі суднобудівної компанії «Deutsche Werke AG» у місті Кіль 19 листопада 1942 року під заводським номером 310, спущений на воду 14 серпня 1943 року, 27 жовтня 1943 року увійшов до складу 5-ї флотилії. Також за час служби входив до складу 8-ї флотилії.
Човен зробив 5 бойових походів, в яких пошкодив 1 військовий корабель.
27 листопада 1944 року підірвався на радянській міні в Балтійському морі північно-західніше острову Осмуссаар (59°20′ пн. ш. 23°10′ сх. д. / 59.333° пн. ш. 23.167° сх. д.) і потонув. Всі 51 члени екіпажу загинули.

## Командири
- Оберлейтенант-цур-зее Ганс-Йоахім Ферстер (серпень 1943)
- Оберлейтенант-цур-зее резерву Фрідріх-Вільгельм Зонс (27 жовтня 1943 — 27 листопада 1944)

## Потоплені та пошкоджені кораблі[3]
| Назва  | Тип              | Належність | Дата          | Тоннаж (БРТ) | Вантаж | Статус     | Місце                                                       |
| МО-304 | патрульний катер | СРСР       | 18 липня 1944 | 56           |        | пошкоджено | 60°30′ пн. ш. 28°20′ сх. д. / 60.500° пн. ш. 28.333° сх. д. |